# Michail Andreevič Belosel'skij-Belozerskij
Michail Andreevič Belosel'skij-Belozerskij, (in russo: Михаил Андреевич Белосельский) (1º novembre 1702 – San Pietroburgo, 19 gennaio 1755), è stato un generale russo.

## Biografia
Era il figlio del principe Andrej Ivanovič Belosel'skij-Belozerskij.

## Carriera
Nel 1717, entrò a far parte della Marina militare come guardiamarina. Conobbe e conquistò la fiducia di Pietro I, il quale gli affidò vari incarichi si in Russia che all'estero. Nel 1719, mentre era a bordo del Esperance, andò a Lubecca. Poi incontrò la duchessa di Meclemburgo Caterina Ivanovna Romanova, sorella della futura imperatrice Anna Ivanovna.
Il 2 marzo 1721 è stato promosso a maresciallo e il 10 gennaio 1724 a sottufficiale. Nel 1725 fece parte della nave ammiraglia St. Alexander, e nel 1732, comandò lo yacht Elizabeth e navigò a Kronštadt con l'ambasciatore cinese.
Il 18 gennaio 1733 è stato nominato luogotenente di rango maggiore. L'avvocato Yegor Stoletov, coinvolto nel caso Mons, parlò in dettaglio del suo legame con Caterina Ivanovna.
Nel 1736 venne coinvolto in uno scandalo che influenzò notevolmente la sua carriera futura. Fu accusato di distribuire voci indecenti su Caterina Ivanovna e ad altre persone vicine all'imperatrice. Fu inviato, il 19 luglio, a Orenburg con lo scopo della costruzione di navi, ma fu espulso.
Nel 1737 ha partecipato alla reception all'arrivo di Abulkhair Khan. Nel 1739 è stato promosso al grado di maggiore del 9º reggimento di fanteria e il 3 novembre 1740 venne nominato consigliere con il grado di colonnello e tornò a San Pietroburgo.
Il 24 aprile 1743 divenne membro del consiglio di amministrazione e l'anno successivo, in occasione del licenziamento del conte Nikolaj Federovič Golovin, venne nominato presidente del Consiglio della Marina.
Il 5 settembre 1747 venne nominato vice ammiraglio. Nel 1748 accompagnò Elisabetta I a Mosca.

## Matrimoni

### Primo Matrimonio
Sposò in prime nozze Akulina Ivanovna Boltina (?-1730).

### Secondo Matrimonio

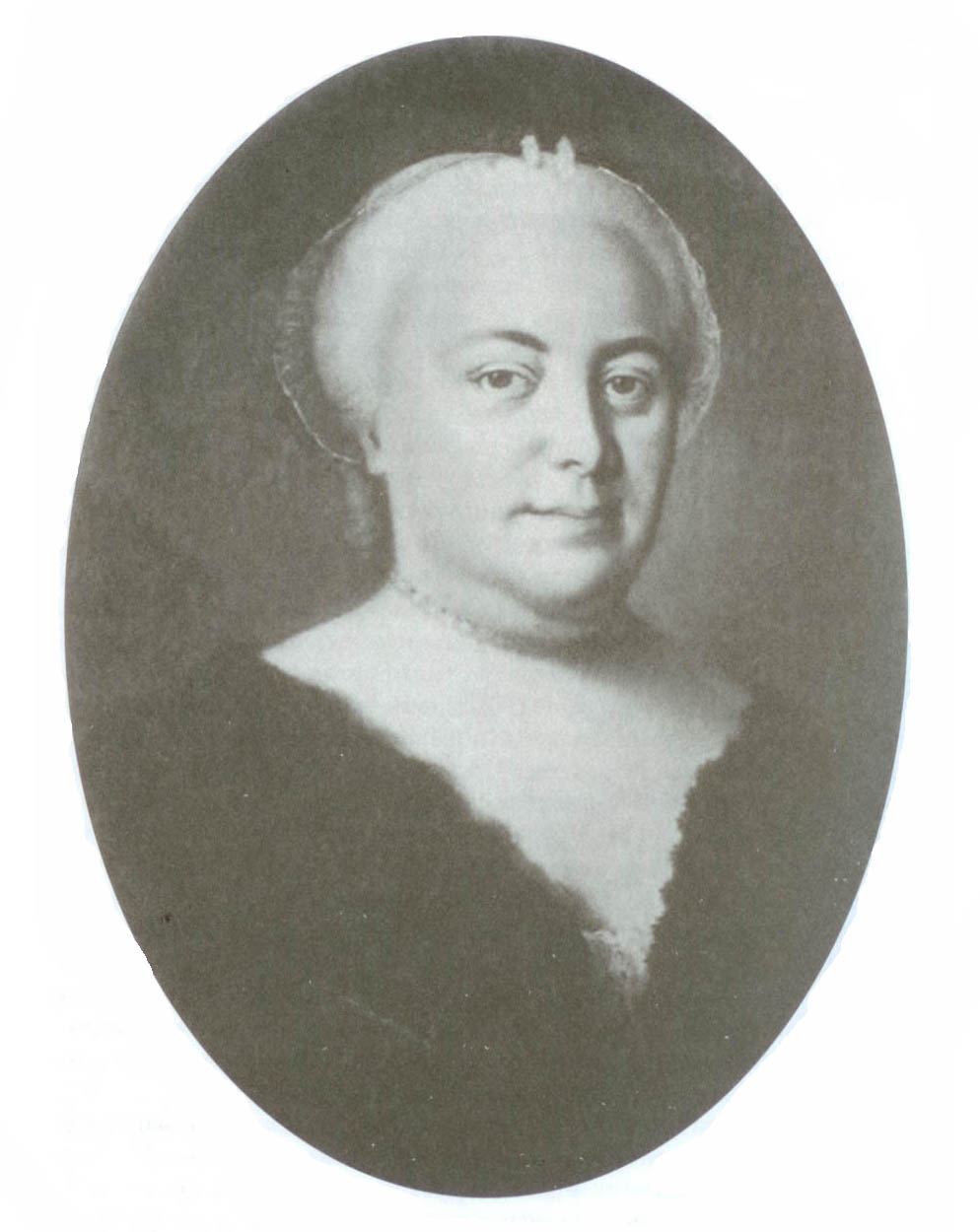
Natal'ja Grigor'evna Černyšëva, 1750.

Nel 1734 sposò la contessa Natal'ja Grigor'evna Černyšëva (1711-1760), figlia del conte Grigorij Petrovič Černyšëv. Ebbero undici figli:
- Andrej Mikhajlovič (1735-1776);
- Grigorij Michajlovič (1736);
- Grigorij Michajlovič (1737-1738);
- Avdotia Michajlovna (1740-1741);
- Elizaveta Michajlovna (1742-1807), sposò il barone Ivan Ivanovič Čerkasov;
- Vasilij Michajlovič (1743-1758);
- Natal'ja Michajlovna (1745-1819), sposò il barone Sergej Nikolaevič Stroganov;
- Mikhail Michajlovič (1747);
- Evdokia Michajlovna (1748-1824), sposò Vasilij Petrovič Saltykov (um.1807), nipote di Sergej Vasil'evič Saltykov;
- Aleksander Mikhajlovič (1752-1809);
- Maria Michajlovna (1754).

## Morte
Morì il 19 gennaio 1755 a San Pietroburgo. Fu sepolto nel Monastero di Aleksandr Nevskij.